# Marek Balt
Marek Paweł Balt (nascido a 8 de Abril de 1973 em Częstochowa) é um político e economista polaco que serve como membro do Parlamento Europeu desde as eleições de 2019.

## Educação
Balt formou-se na Universidade de Tecnologia de Częstochowa.

## Carreira política

### Carreira na política local
Em 2004, Balt concorreu sem sucesso ao Parlamento Europeu. Nas eleições locais em 2006 e em 2010, foi eleito para o Conselho Municipal de Częstochowa.

### Membro do Parlamento da Polónia, 2011–2015
Nas eleições parlamentares de 2011, obteve um mandato parlamentar com 5378 votos.
A 23 de Janeiro de 2016, Balk tornou-se vice-presidente da SLD.

### Membro do Parlamento Europeu, 2019–presente
Balt é membro do Parlamento Europeu desde as eleições europeias de 2019, representando a voivodia da Silésia. No parlamento, serve desde então na Comissão de Meio Ambiente, Saúde Pública e Segurança Alimentar. Além das suas atribuições em comissões, faz parte da delegação parlamentar para as relações com os países do Sudeste Asiático e a Associação das Nações do Sudeste Asiático (ASEAN).